# Fördragsstaterna
Fördragsstaterna (engelska: Trucial States) kallades gemensamt schejkdömena Bahrain, Qatar, Abu Dhabi, Ras al-Khayma, Dubai, Sharja, Umm al-Qaywayn, Fujayra, och Ajman på den Arabiska halvön vid Persiska viken. Dessa, förutom Bahrain och Qatar, kallades även gemensamt Trucial Oman och utgör i dag Förenade Arabemiraten.
Området har dominerats i olika perioder av portugiser, holländare och britter, men har även en historia av självständiga små sjöfarar- och handelsstater. Det var del av det Osmanska rikets välde på 1500-talet och var från det efterföljande århundradet känt som Piratkusten eftersom sjöröveri var vanligt, vilket störde de internationella handelstransporterna till sjöss. Namnet ändrades till Fördragskusten (Trucial Coast) då britterna år 1820 skrev ett fredsavtal med områdets olika schejkdömen och inrättade en garnison i regionen för deras beskydd. 1892 ingicks ett fördrag som gjorde att fördragsstaterna formellt kom under Storbritanniens beskydd (protektorat).
Det brittiska protektoratet upphörde den 2 december 1971 och i stället bildades Förenade Arabemiraten, där Bahrain, Qatar och Ras al-Khaimah inte var med. Ras al-Khaimah anslöt sig dock året därefter.

### Allmänna källor
- Regeringskansliet
- The British Empire